# Coculi
Coculi es una villa caboverdiana del municipio de Tarrafal.

## Geografía
La villa está situada en la isla de Santo Antão.

## Organización territorial
La villa abarca los lugares y barrios de:
- Boca de Figueiral
- Boca Ruim
- Campinho
- Chã de Banca
- Coculi
- Curral
- Fajã de Coculi
- Fajã de Mato de Baixo
- Fajã de Mato de Cima
- Fajã de Matos
- Figueira de São João
- Flurdes
- Forrador
- Furna de Cima
- Furnas
- Igrejinha
- Ladeira de Curral
- Lombo de Macario
- Palmeira
- Pé Descida de Fajã de Matos
- Pedro Matos
- Picoteiro